# Messiah (trò chơi điện tử)
Messiah là tựa game bắn súng góc nhìn thứ ba do hãng Shiny phát triển và Interplay phát hành vào năm 2000.

## Cốt truyện
Người chơi sẽ hóa thân vào Bob, một tiểu thiên sứ được Thượng đế sai xuống quét sạch tham nhũng và tội lỗi trên Trái Đất. Sau cuộc hành trình đầy gian khổ đặt chân đến hạ giới và đánh bại một tên siêu nhân biến đổi gien, Bob được Thượng đế gọi trở lại, bảo rằng nếu loài người bị những sáng tạo của Thượng đế làm xáo trộn hết cả lên, thì Ngài sẽ không có chỗ đứng nào trên Trái Đất này và để lại những trang bị dành riêng cho họ. Bob từ chối và hành động thách thức này lại thu hút sự chú ý của Satan, hắn ta rắp tăm khiến cho Bob trở nên lầm đường lạc lối. Xuyên suốt câu chuyện, Bob mới dần lộ rõ chân tướng rằng chính Satan mới là kẻ đứng đằng sau các vụ tham nhũng trên Trái Đất, và đó là lúc phải ra tay ngăn chặn kịp thời âm mưu hủy hoại thế giới của tên chúa quỷ nhan hiểm này.

## Lối chơi
Messiah lấy bối cảnh một thời kỳ nào đó trong tương lai xa xăm. Môi trường có dáng vẻ hài hước diễn ra trong một thành phố theo kiểu cyberpunk. Trong vai Bob, một tiểu thiên sứ bị đày xuống hạ giới, người chơi sẽ bước vào thế giới của những câu chuyện kỳ thú. Sức mạnh duy nhất mà Bob có được là khả năng chiếm hữu linh hồn, cũng như điều khiển thân xác của con người và các loài sinh vật khác. Người chơi sẽ bắt đầu cuộc phiêu lưu trong cơ thể một cảnh sát. Điểm yếu nhất của Bob là lúc xuất ra khỏi cơ thể mà Bob đang mượn, nó sẽ rất yếu ớt và dễ dàng bị hạ sát nếu có ai trông thấy, cho nên hãy cẩn thận chọn chỗ ẩn nấp trước khi rời khỏi cơ thể một ai đó. Bob có thể nhập vào hơn 40 nhân vật khác nhau, từ cảnh sát, thầy tu cho tới vũ nữ. Các chủng loài khác bao gồm chuột, người máy và người ngoài hành tinh. Ở những màn có cấp độ khó hơn, Bob chỉ có thể sở hữu một cơ thể khác khi đối tượng nhập xác không biết gì về sự hiện diện của nhân vật chính, do đó bổ sung thêm yếu tố lén lút vào trong lối chơi của game. Các màn chơi trong game khá lớn và tương đối mở rộng cả hai chiều ngang dọc. Bob có thể bay lượn xung quanh ở những độ cao lớn, mặc dù đôi cánh nhỏ nhắn chỉ có thể nâng đỡ nhân vật chính cách mặt đất một cách hạn chế, nên cần một sự kết hợp giữa leo trèo và bay lượn, và do đó, môi trường trong game có rất nhiều chuyển động thẳng đứng và thám thính.
Khi nắm quyền kiểm soát một chủ thể,  Bob có thể tương tác với môi trường và nhân vật phụ (NPC) bằng cách sử dụng hoán đổi thân xác hoặc vũ khí và chiến đấu tay đôi. Đôi lúc người chơi phải hoán đổi thân xác vào một vài chủ thể đặc biệt để kích hoạt (ví dụ một nhà khoa học dùng vào việc thâm nhập một khu vực thí nghiệm an toàn, hay một nhân viên bức xạ dùng để xử lý vật liệu hạt nhân trực tiếp); những hình thức cơ sở cho một loạt câu đố của trò chơi. Những câu đố khác bao gồm sử dụng đôi cánh của Bob để tiếp cận một nơi nào đó ngoài tầm với hoặc quá nhỏ để một chủ thể bước vào. Hầu hết con người sẽ phớt lờ hoặc bị hấp dẫn trước Bob. Tuy vậy, cảnh sát và lực lượng an ninh sẽ nổ súng ngay lập tức nếu phát hiện ra Bob, cũng như Chots - một chủng tộc dạng người của phe ly khai thường xuyên xuất hiện trong các trận chiến đường phố với cảnh sát với hy vọng lật đổ quyền lực của các chức sắc cấp cao trong chính phủ loài người.

## Soundtrack
Một phần soundtrack của game có sự góp sức của ban nhạc industrial metal Fear Factory, và sau đó thì được phát hành với tên gọi Messiah.

## Đón nhận
Game nhận được những bài đánh giá "trung bình" theo website tổng hợp kết quả đánh giá GameRankings. Bài đánh giá đầu tiên đến từ tạp chí Edge, chấm cho số điểm là 7/10, gần hai tháng trước khi bản thân trò chơi được phát hành ở Bắc Mỹ, và hơn bảy tháng trước ngày phát hành ở châu Âu. Hình ảnh của Messiah không có gì phải phàn nàn bởi nó sử dụng công nghệ 3D, song nếu bỏ qua khía cảnh kỹ thuật này thì lại chỉ ở mức trung bình, không có gì xuất sắc. Mô hình thành phố và thế giới trong game mang màu sắc u tối, khác hẳn với những game có gam màu tươi sáng khác như Time Commando hay Rent a Hero.
Trong trò chơi, ở gần đoạn cuối, nhân vật chính phát ra âm thanh (gọi là "oof"), được trò chơi nổi tiếng Roblox– coi là âm thanh "chết chóc" khi nhân vật Roblox chết. Có một cuộc tranh chấp pháp lý sau đó về việc sử dụng "oof", dẫn đến một thỏa thuận bồi thường và đoạn âm thanh trở thành một phần bổ sung được trả tiền trong Roblox